# Bembecia
Bembecia is een geslacht van vlinders uit de familie wespvlinders (Sesiidae), onderfamilie Sesiinae.
Bembecia is voor het eerst wetenschappelijk beschreven door Hübner in 1819. De typesoort is Sphinx ichneumoniformis.

## Soorten
Bembecia omvat de volgende soorten:
- B. abromeiti Kallies & Riefenstahl, 2000
- B. afghana Bartsch & Špatenka, 2010
- B. alaica (Püngeler, 1912)
- B. albanensis (Rebel, 1918)
- B. aloisi Špatenka, 1997
- B. apyra (Le Cerf, 1937)
- B. auricaudata (Bartel, 1912)
- B. aye Stalling, Altermatt, Lingenhöle & Garrevoet, 2010
- B. balkis (Le Cerf, 1937)
- B. barbara (Bartel, 1912)
- B. bartschi Garrevoet & Lingenhöle, 2011
- B. bestianaeli (Capuse, 1973)
- B. blanka Špatenka, 2001
- B. bohatschi (Püngeler, 1905)
- B. bohemica (Kralicek & Povolny, 1974)
- B. buxea Gorbunov, 1989
- B. ceiformis (Staudinger, 1881)
- B. coreacola (Matsumura, 1931)
- B. damascena Spatenka & Pavlicko, 2011
- B. deserticola Špatenka, Petersen & Kallies, 1997
- B. dispar (Staudinger, 1891)
- B. elena Spatenka & Bartsch, 2010
- B. eucheripennis Boisduval, 1875
- B. fibigeri Laštuvka & Laštuvka, 1994
- B. flavida (Oberthür, 1890)
- B. fokidensis Toševski, 1991
- B. fortis Diakonoff, 1968
- B. garrevoeti Lingenhöle & Bartsch, 2011
- B. gegamica Gorbunov, 1991
- B. gobica Špatenka & Lingenhöle, 2002
- B. guesnoni Špatenka & Toševski, 1994
- B. handiensis Rämisch, 1997
- B. hedysari Wang & Yang, 1994
- B. himmighoffeni (Staudinger, 1866)
- B. hissorensis Stalling, Bartsch, Garrevoet, Lingenhöle & Altermatt, 2011
- B. hofmanni Kallies & Špatenka, 2003
- B. hymenopteriformis (Bellier, 1860)
- B. iberica Špatenka, 1992
- B. ichneumoniformis

Klaverwespvlinder (Denis & Schiffermüller, 1775)
- B. igueri Bettag & Bläsius, 1998
- B. illustris (Rebel, 1901)
- B. insidiosa (Le Cerf, 1911)
- B. irina Špatenka, Petersen & Kallies, 1997
- B. jakuta (Herz, 1903)
- B. joesti Bettag, 1997
- B. kaabaki Gorbunov, 2001
- B. karategina Špatenka, 1997
- B. kaszabi (Capuse, 1973)
- B. kreuzbergi Spatenka & Bartsch, 2010
- B. kryzhanovskii Gorbunov, 2001
- B. lamai Kallies, 1996
- B. lasicera (Hampson, 1906)
- B. lastuvkai Spatenka & Bartsch, 2010
- B. lingenhoelei Garrevoet & Garrevoet, 2011
- B. lomatiaeformis (Lederer, 1853)
- B. magnifica Bartsch & Špatenka, 2010
- B. marginatum (Harris, 1839)
- B. martensi Gorbunov, 1994
- B. megillaeformis (Hübner, 1808)
- B. molleti Kallies & Špatenka, 2003
- B. montis (Leech, 1889)
- B. ningxiaensis Xu & Liu, 1998
- B. nivalis Špatenka, 2001
- B. oxytropidis Špatenka & Lingenhöle, 2002
- B. pagesi Toševski, 1993
- B. pamira Špatenka, 1992

- B. parthica (Lederer, 1870)
- B. pashtuna Špatenka, 1997
- B. pavicevici Toševski, 1989
- B. pectinata (Staudinger, 1887)
- B. peterseni Špatenka, 1997
- B. pogranzona Špatenka, Petersen & Kallies, 1997
- B. polyzona (Püngeler, 1912)
- B. powelli (Le Cerf, 1925)
- B. priesneri Kallies, Petersen & Riefenstahl, 1998
- B. psoraleae Bartsch & Bettag, 1997
- B. puella Laštuvka, 1989
- B. pyronigra Špatenka & Kallies, 2001
- B. rushana Gorbunov, 1992
- B. salangica Špatenka & Reshöft, 1989
- B. sanguinolenta (Lederer, 1853)
- B. sareptana (Bartel, 1912)
- B. scopigera (Scopoli, 1763)
- B. senilis (Grumm-Grshimailo, 1890)
- B. sinensis (Hampson, 1919)
- B. sirphiformis (Lucas, 1849)
- B. sophoracola Xu & Jin, 1999
- B. staryi Špatenka & Gorbunov, 1992
- B. stiziformis (Herrich-Schäffer, 1851)
- B. strandi (Kozhantshikov, 1936)
- B. stuebingeri Sobczyk, Kallies & Riefenstahl, 2007
- B. syzcjovi Gorbunov, 1990
- B. tancrei (Püngeler, 1905)
- B. tenebrosa (Püngeler, 1914)
- B. transcaucasica (Staudinger, 1891)
- B. triannuliformis (Freyer, 1843)
- B. tshatkalensis Špatenka & Kallies, 2006
- B. tshimgana (Sheljuzhko, 1935)
- B. tunetana (Le Cerf, 1920)
- B. turanica (Erschoff, 1874)
- B. turcmena (Bartel, 1912)
- B. uroceriformis (Treitschke, 1834)
- B. ussuriensis (Gorbunov & Arita, 1995)
- B. vidua (Staudinger, 1889)
- B. viguraea (Püngeler, 1912)
- B. volgensis Gorbunov, 1994
- B. vulcanica (Pinker, 1969)
- B. wagneri (Püngeler, 1912)
- B. zebo Špatenka & Gorbunov, 1992
- B. zonsteini Gorbunov, 1994